# Пічужиха
Пічужиха (рос. Пичужиха) — присілок в Воскресенському районі Нижньогородської області Російської Федерації.
Населення становить 37 осіб. Входить до складу муніципального утворення Благовєщенська сільрада.

## Історія
Від 2009 року входить до складу муніципального утворення Благовєщенська сільрада.

## Населення
| 1999 | 2002 | 2010 |
| ---- | ---- | ---- |
| 51   | ↘49  | ↘37  |